# Parham Football Club
Pour les articles homonymes, voir Parham.
Maillots
Actualités
Le Parham Football Club est un club antiguayen de football basé à Parham.

## Palmarès
- Championnat d'Antigua-et-Barbuda (6) :
  - Champion : 1990[2], 2002, 2003, 2011, 2015 et 2017.

- Coupe d'Antigua-et-Barbuda (1) :
  - Vainqueur : 2012.
  - Finaliste : 2008.